# NGC 3073
NGC 3073 is een elliptisch sterrenstelsel in het sterrenbeeld Grote Beer. Het hemelobject werd op 1 april 1790 ontdekt door de Duits-Britse astronoom William Herschel.

## Synoniemen
- UGC 5374
- MCG 9-17-7
- MK 131
- ZWG 265.54
- ZWG 266.6
- PGC 28974